# 安托尼夫卡 (別列佐夫卡區)
47°16′40″N 30°29′9″E / 47.27778°N 30.48583°E
安東尼夫卡（烏克蘭語：Антонівка）是位於烏克蘭西南部的村莊，由敖德萨州贝雷济夫卡区的羅茲克維特市鎮負責管轄。該村始建於1822年，面積1.18平方公里，海拔高度131米，2001年人口236，人口密度每平方公里200人。